# Athmane
Athmane ou Atman, est un prénom masculin berbère particulier kabyle, ou arabe dialectal. C'est l'équivalent de l'arabe standard `Uthmân, prénom du troisième calife de l'islam et gendre de Mahomet : `Uthmân ben `Affân.
Atmen, Atmene, Athmane, Atmane, Otman, Otmane, Othmane sont tous des prénoms qui dérivent du prénom arabe "Othmane", qui est peu courant dans la littérature francophone, ou "Uthmane" associé au troisième Calife de l'Islam. Tous ces prénoms indiqués ci-dessus sont utilisés par des Maghrébins généralement dans leurs passeports ou cartes d'identités nationales. À savoir qu'il existe une seule écriture en arabe de ce prénom, mais la prononciation diffère d'un pays ou une région arabe à l'autre. Ainsi, en Égypte par exemple on dit 'Osmene', au Maroc (arabe ou berbère d'ailleurs) on dit 'Otmane et/ou Atmane'.

## Personnalités
- Atmen Kelif